# Márkus János
Márkus János (Budapest, 1931. – 2013. szeptember 1.) magyar építészmérnök.

## Szakmai tevékenysége
1957-től, az egyetem elvégzése után, Cegléden, a Városi Tanács Műszaki Osztályának vezetője volt, mely munkakör mellett kivitelezői, tervezői és beruházói munkakörben is tevékenykedett. 1991-ben az Opál Kereskedelmi Rt. Beruházási főmérnöki posztjáról ment nyugdíjba. 1987–2006 között a Ceglédi Városvédő Egyesület elnöke volt. 2006 óta tiszteletbeli elnöke volt.
Sokat foglalkozott az épített környezettel, elsősorban Cegléd mezőváros építészeti örökségével.

## Szakmai, társadalmi elismerései
- 1995: Miniszteri Elismerő Oklevél
- 1997: Podmaniczky-díj
- 1998: Műemlékvédelemért Emlékplakett
- 2011: Aranydiploma